# محمد مصطفی (بازیکن فوتبال، زاده ۱۹۸۹)

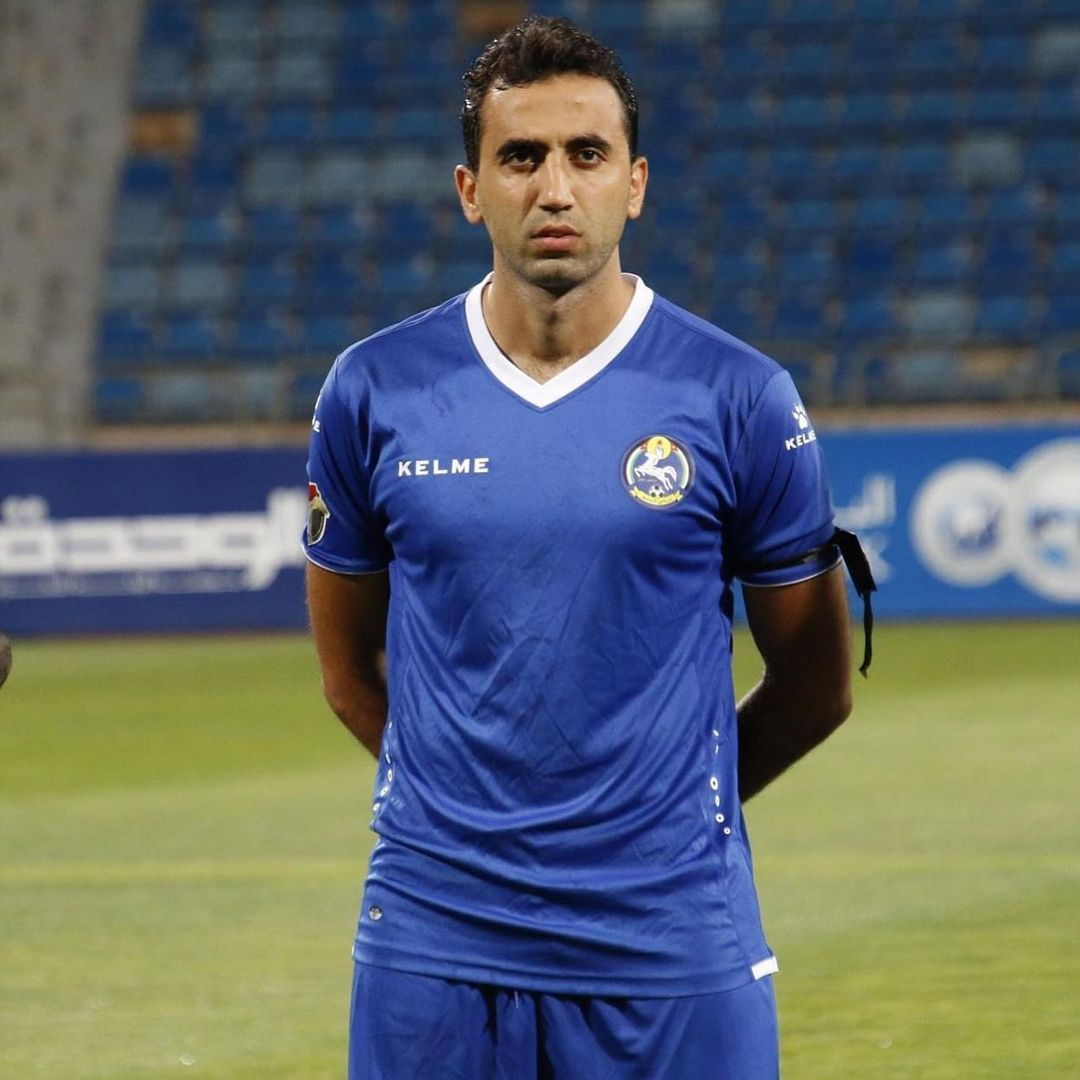
محمد مصطفی - ۲۰۲۰

محمد مصطفی (انگلیسی: Mohammad Mustafa؛ زاده ۲۹ اکتبر ۱۹۸۹) یک بازیکن فوتبال اهل اردن است.
او همچنین در تیم ملی فوتبال اردن بازی کرده‌است.